# Bathylaimus huaghaiensis
Bathylaimus huaghaiensis is een rondwormensoort uit de familie van de Tripyloididae. De wetenschappelijke naam van de soort is voor het eerst geldig gepubliceerd in 2009 door Huang & Zhang.